# Jordi Esteva
 (février 2018).
Si vous disposez d'ouvrages ou d'articles de référence ou si vous connaissez des sites web de qualité traitant du thème abordé ici, merci de compléter l'article en donnant les références utiles à sa vérifiabilité et en les liant à la section « Notes et références ».
Pour les articles homonymes, voir Esteva.
Jordi Esteva, né en 1951 à Barcelone, est un écrivain et photographe espagnol, passionné de cultures orientales et africaines auxquelles il a consacré la plupart de ses travaux.

## Biographie
Jordi Esteva vit pendant cinq ans en Égypte où il travaille pour Radio Le Caire International. Il publie une étude sur la vie quotidienne dans le désert (Los oasis de Egipto). Il est rédacteur en chef de la revue Ajoblanco entre 1987 et 1993. En 1994, il prend part au projet Patrimoine 2001 de l'Unesco et il photographie la Médina de Marrakech. En 1996, il réalise une étude photographique sur l'architecture de l'Atlas marocain (Fortalezas de barro en el sur de Marruecos).
En 1998, il publie Mil y una voces (Mille et une voix), livre de conversations avec seize artistes et intellectuels des deux rives de la Méditerranée à propos des sociétés arabes confrontées au défi de la modernité.
En 1999, il publie Viaje al país de las almas, sur le monde animiste africain où il documente les rituels initiatiques et les phénomènes de possession.
En 2006, il publie Los árabes del mar, qui traite des anciens marins qui sillonnaient les côtes d'Arabie et les ports de l'océan indien.
En 2009, après deux mois de travail en Côte d'Ivoire, il met la touche finale au film Retorno al país de las almas. 
En 2011, il publie Socotra, la isla de los genios, livre qui remporte un prix littéraire (Premio de Literatura de Viajes Caminos del Cid).
Fin 2013, il se rend de nouveau en Côte d'Ivoire et au Ghana pour tourner le film Komian.
Début 2014, il retourne à Socotra pour filmer le documentaire Socotra, la isla de los genios. En 2016, il publie un livre de photographies sur Socotra accompagné du DVD de son documentaire.

## Livres
- Los Oasis de Egipto (1995)
- Fortalezas de barro al sur de Marruecos (1996)
- Mil y una voces (1998)
- Viaje al país de las almas (1999)
- Los árabes del mar (2009)
- Socotra. La isla de los genios (Ediciones Atalanta, 2011)
- Socotra (Ediciones Atalanta, 2016)

## Documentaires
- Retorno al país de las almas
- Komian
- Socotra. La isla de los genios